# Ugly as Sin
Ugly as Sin war eine Post-Punk/Pop-Rock-Band aus London, die 1989 gegründet wurde.

## Geschichte
Die Band Ugly as Sin wurde 1989 von dem Sänger und Songwriter Ian Walker gegründet und war unter Vertrag bei China Records. Als zweites Gründungsmitglied kam Boris Pikula hinzu (Juli 1989), gefolgt von Fiona Lawrence (August 1989). Als „Dreier-Paket“ sollte die Band anfangs vermarktet werden, daher auch der Name des Album-Titels The Good, the Bad and the Ugly.
Im Sommer 1989 starteten die Aufnahmen für das erste Album The Good, the Bad and the Ugly im 16-spurigen Mex One Recordings in Watford mit Paul Mex als Produzent. Es erschien während der England-Tournee gemeinsam mit The Stranglers Anfang 1990.
Das erste Konzert war am 3. Oktober 1989 im Kings Head in Fulham, London, gefolgt von einer Tournee als Vorgruppe für Havana 3am (ehemals The Clash) vom 3. Oktober bis 21. November 1989. Die zweite Tournee war zusammen mit dem Rock-Trio Underneath What aus Brixton vom 5. Februar bis 17. Februar 1990. Direkt im Anschluss startete die 3. Tournee im Vorprogramm der Stranglers vom 19. Februar bis 21. März 1990. Diese Tournee war die letzte mit dem Originalsänger Hugh Cornwell der Stranglers und endete ausverkauft in der Brixton Academy.

## Konzerte
- 1989: England-Tournee zusammen mit Havanna 3am (ex The Clash)
- 1990: England-Tournee zusammen mit dem Londoner Rock-Trio Underneath What
- 1990: England-Tournee zusammen mit The Stranglers (die letzte Tournee mit Hugh Cornwell)

## Diskografie

### Studioalben
- The Good, the Bad and the Ugly (LP, Januar 1990, China Records)

### EPs
- The Good, the Bad and the Bootleg (4-Song EP, 1990, China Records)

### Singles
- Terminal Love / Wasted (Single, September 1989, China Records)
- Pain / Terminal Dub (Single, 1990, China Records)